# Amphitheater von Windisch

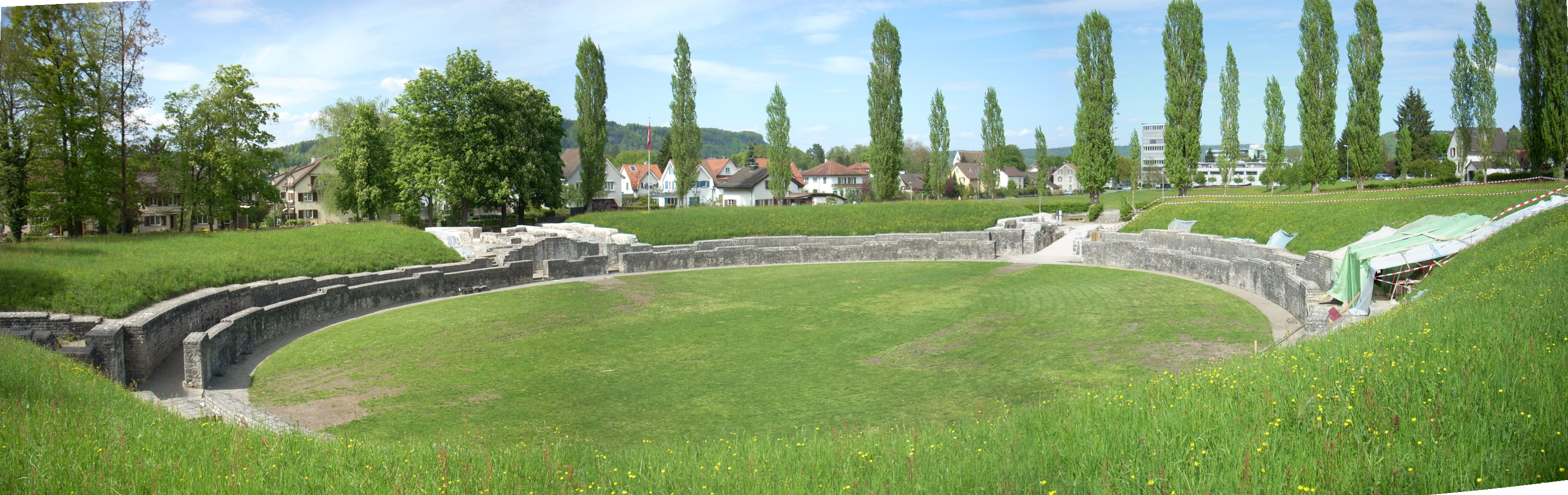
Amphitheater von Windisch (Vindonissa)

Das Amphitheater in Windisch im Kanton Aargau ist ein Amphitheater, das in der ersten Hälfte des 1. Jahrhunderts n. Chr. in unmittelbarer Nachbarschaft des römischen Legionslagers Vindonissa errichtet wurde. Mit einer Ausdehnung von 111 × 99 Metern ist es die grösste Anlage dieser Art in der Schweiz. Es ist als Kulturgut von nationaler Bedeutung eingestuft. Die ersten systematischen Ausgrabungen erfolgten 1897, ein Jahr später ging die Anlage in den Besitz des Bundes über.

## Bau und Nutzung

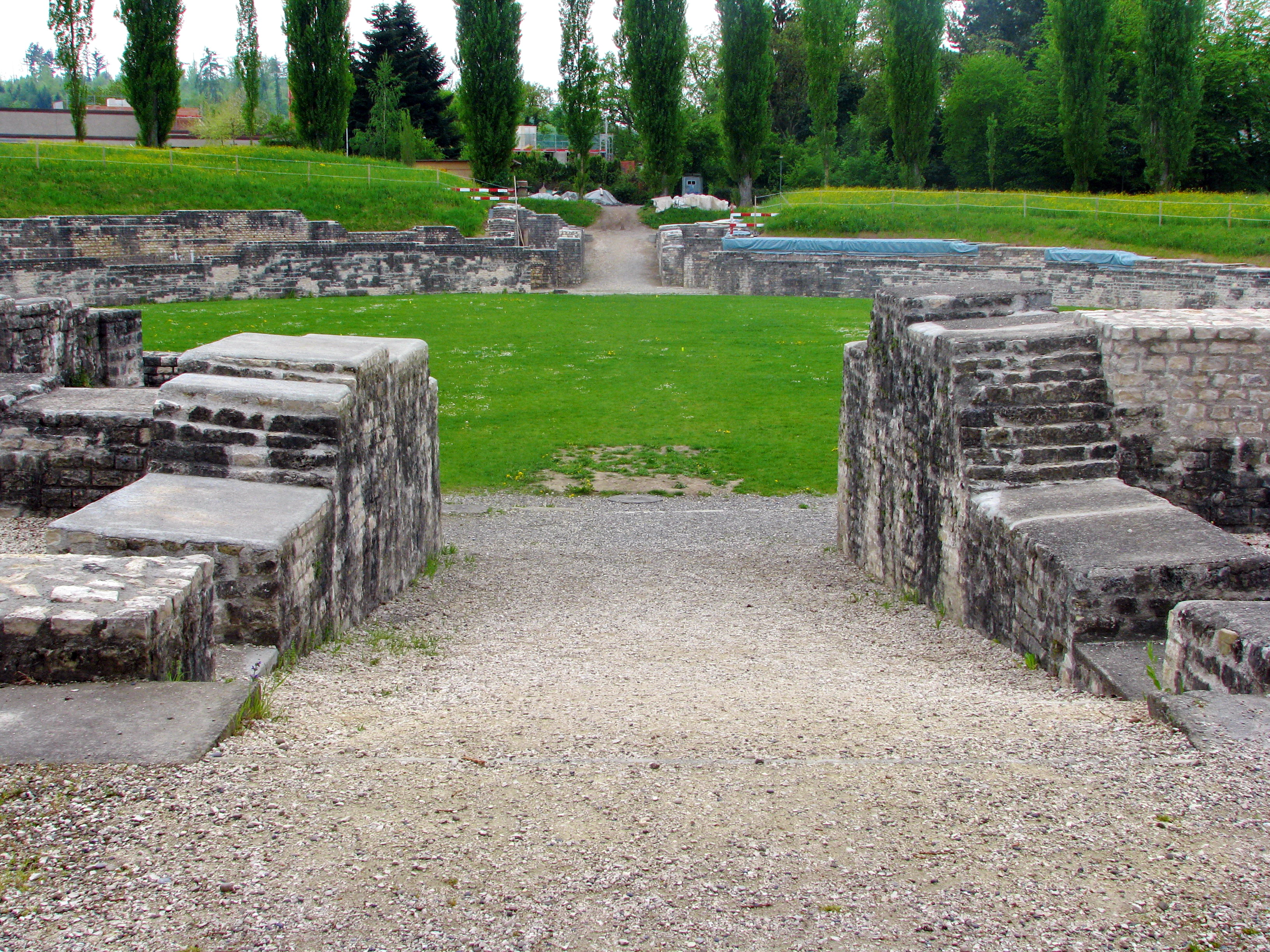
Ansicht aus der Nähe

Während der Herrschaft von Kaiser Tiberius (14 bis 37 n. Chr.), als die Legio XIII Gemina in Vindonissa stationiert war, entstand ein erstes Amphitheater aus Holz. Der ovale Grundriss betrug 95 × 80 Meter, wobei die Arenafläche selbst 73 × 58 Meter gross war. Daraus ergibt sich eine Kapazität von maximal 9'000 Zuschauern. Die Nordhälfte des Zuschauerraums war als Holzkonstruktion konzipiert, die Südhälfte bezog einen ansteigenden Hang mit ein. Um 45 n. Chr. wurde die Anlage durch einen Brand zerstört.
Nachdem die Legio XXI Rapax das Lager bezogen hatte, entstand um 50 n. Chr. die bis heute erhalten gebliebene steinerne Anlage mit drei konzentrischen elliptischen Mauerringen. Die Aussenmauer war 111 × 99 Meter gross, die Arena 64 × 52 Meter. Es fanden rund 11'000 Zuschauer Platz, wobei die Sitzstufenreihen zumindest in den oberen Rängen aus Holz bestanden. Die Zuschauer gelangten über die Treppen der Aussenmauer und einer in der Mitte befindlichen Scheitelmauer zu den oberen Sitzplätzen. Über die Eingänge im Westen, Osten und Norden konnten die mittleren Ränge erreicht werden, über den Nordeingang auch die unteren Ränge. Die beiden Zugänge zur Arena (jeweils mit zweiflügligen Toren) befanden sich in der Längsachse des Ovals, hinzu kamen acht kleine Pforten für das gezielte Eintreiben von Tieren. Münzfunde lassen darauf schliessen, dass das Amphitheater bis in die zweite Hälfte des 3. Jahrhunderts genutzt wurde.

## Überlieferung und erste Grabung

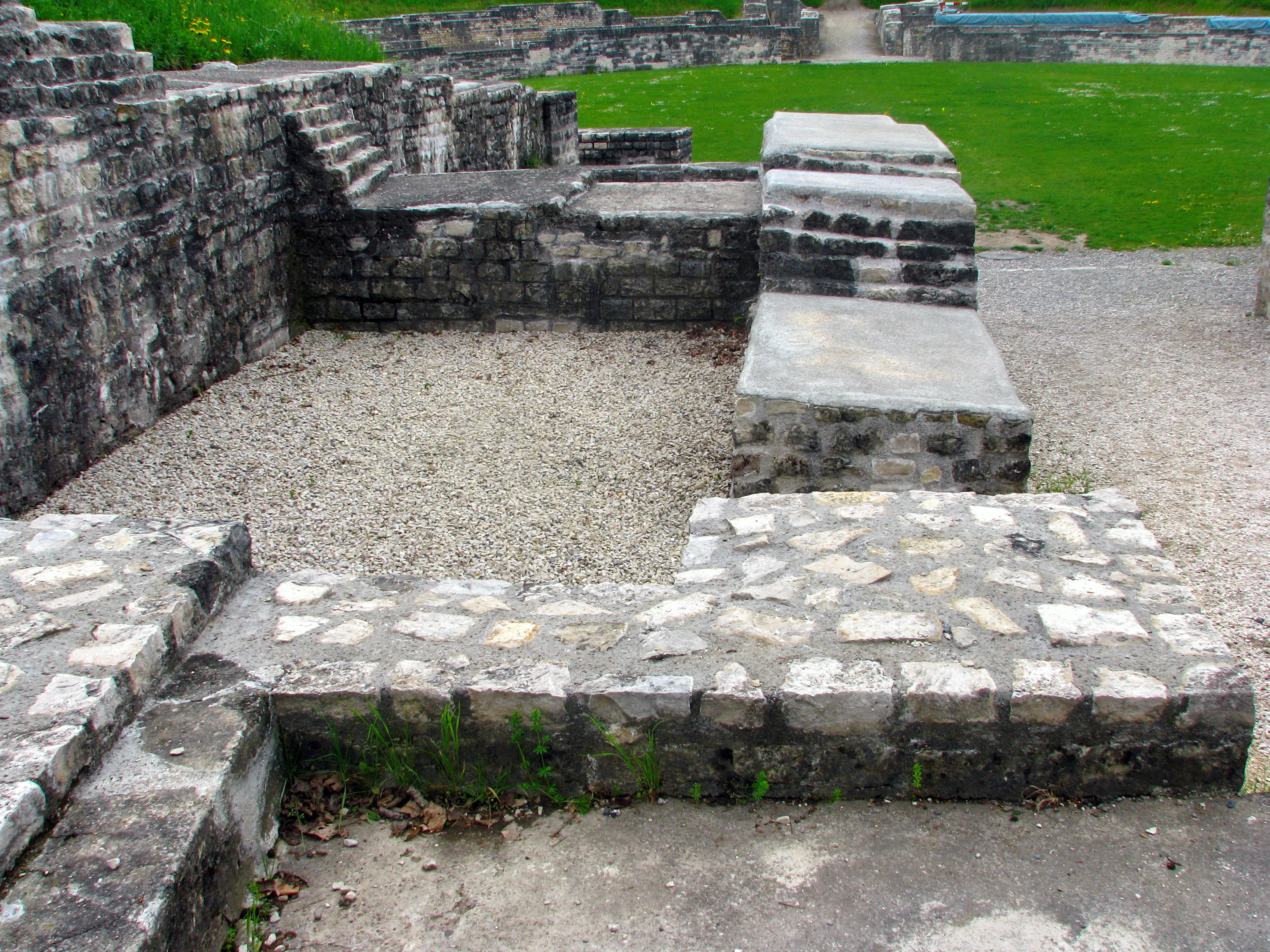
Freigelegte Mauern

In der Spätantike verfiel das Amphitheater. Eine Urkunde vom 5. August 1457 nannte Äcker in der «Berlisgruob»; diese Bezeichnung ist auch in der Stadtchronik von Brugg aus dem Jahr 1530 zu finden. Dabei handelt es sich um eine Ableitung vom mittelhochdeutschen Berolass-Gruoba (Bärenzwinger-Grube) – wohl eine vage Erinnerung an die im Amphitheater ausgetragenen Tierkämpfe. 1577 schrieb der Berner Chronist Thomas Schöpf von «bearlinsgruoben amphitheatri», die erste kartografische Darstellung als «rudera amphitheatri» findet sich 1660 in einem Werk von Hans Conrad Gyger. Laut Franz Ludwig Haller soll 1770 die Ruine des östlichen Tors noch aufrecht gestanden sein, dann seien jedoch die Mauern als Steinbruch verwendet worden.
Ab Mai 1897 führte der aus Wädenswil stammende Student Otto Hauser auf eigene Faust die erste systematische Grabung durch. Um die Tagelöhner und Pachtverträge finanzieren zu können, gründete er im August desselben Jahres die Gesellschaft «Pro Vindonissa». Bis Dezember 1897 folgten weitere Grabungen, bei denen die ersten Mauern zum Vorschein kamen. Hauser verkaufte Fundstücke umgehend an Sammler, weshalb er bald auf den Widerstand lokaler Historiker stiess, die in der Presse eine Polemik entfachten. Schliesslich kaufte der Bund im Januar 1898 für 23'000 Franken das gesamte Grundstück und vertraute die Grabungen der «Antiquarischen Gesellschaft von Brugg und Umgebung» an. Hauser durfte das Gelände nicht mehr betreten und musste 1906 eine weitere Kränkung hinnehmen, als die Antiquarische Gesellschaft sich in «Gesellschaft Pro Vindonissa» umbenannte.

## Freilegung und Konservierung

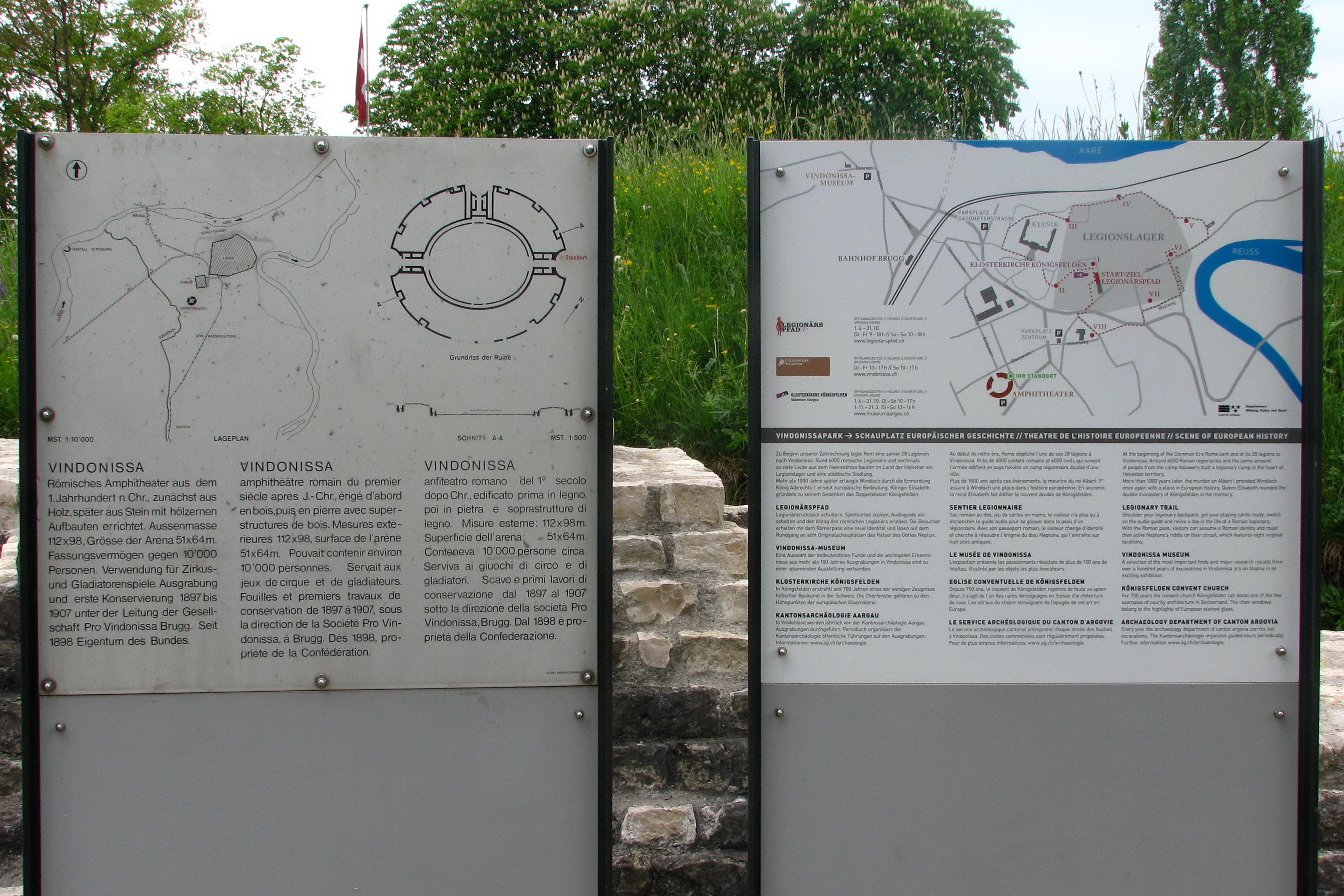
Informationstafeln

Mit dem Kauf der Grabungsstätte hatte sich der Bund dazu verpflichtet, die Ruine zu erhalten sowie die Mauern freizulegen und zu sichern. Bis 1930 fanden etappenweise weitere Grabungen statt, bei denen verschiedene Gegenstände zum Vorschein kamen. Diese wurden zunächst im Landesmuseum Zürich ausgestellt, ab 1912 im Vindonissa-Museum in Brugg. Parallel zu den Grabungen konservierte man die Mauern und bepflanzte die Böschungen mit Gras. 1907 fand die erste öffentliche Veranstaltung statt, eine Aufführung von Friedrich Schillers Drama Braut von Messina. Immer wieder mussten schadhafte Mauerstellen repariert werden. Eine grössere Restaurierung erfolgte zwischen 1950 und 1958.
Gegen Ende des 20. Jahrhunderts drängte sich eine umfassende Sanierung des Amphitheaters auf, da viele Mauerpartien erhebliche Schäden aufwiesen. 2005 übernahm das Bundesamt für Bauten und Logistik die Verantwortung für Planung und Durchführung der Gesamtsanierung. Diese wurden zwischen 2006 und 2010 in fünf Etappen ausgeführt. Insbesondere musste die Anlage entwässert werden, wozu man einen Sickerleitungsring und vier Versickerungsanlagen errichtete. Hinzu kamen Reparaturen an den schadhaften Mauerkronen und -schalen. Seit 2009 ist das Amphitheater eine der Stationen entlang des Legionärspfades Vindonissa.